# Оццано-Монферрато
Оццано-Монферрато (італ. Ozzano Monferrato, п'єм. Ausan) — муніципалітет в Італії, у регіоні П'ємонт,  провінція Алессандрія.
Оццано-Монферрато розташоване на відстані близько 490 км на північний захід від Рима, 55 км на схід від Турина, 30 км на північний захід від Алессандрії.
Населення — 1462 особи (2014).
Щорічний фестиваль відбувається 24 червня. 

## Демографія
Населення за роками:

Станом на 1 січня 2023 року в муніципалітеті офіційно проживало 89 іноземців з 22 країн, серед них 28 громадян країн Євросоюзу та 3 громадяни України.

## Сусідні муніципалітети
- Казале-Монферрато
- Челла-Монте
- Черезето
- Понтестура
- Розіньяно-Монферрато
- Сала-Монферрато
- Сан-Джорджо-Монферрато
- Тревілле